# Деалу Штефаницеј (Бистрица-Насауд)
Деалу Штефаницеј (рум. Dealu Ștefăniței) насеље је у Румунији у округу Бистрица-Насауд у општини Ромули. Oпштина се налази на надморској висини од 687 m.

## Становништво
Према подацима из 2002. године у насељу је живело 425 становника, од којих су сви румунске националности.